# Zemmoura
Zemmoura (em árabe: زمورة) é uma comuna localizada na província de Relizane, Argélia. De acordo com o censo de 2008, a população total da cidade era de 30 027 habitantes.